# Lotus nuttallianus
Lotus nuttallianus là một loài thực vật có hoa trong họ Đậu có tên thông dụng làs Beach Lotus, Nuttall's Lotus, and Wire Bird's-foot Trefoil. Nó là loài bản địa của Baja California và San Diego County, California